# Renault R24
O R24 é o modelo da Renault da temporada de 2004 da F1. Condutores: Jarno Trulli, Fernando Alonso e Jacques Villeneuve.

## Resultados[1]
(legenda) (em negrito indica pole position)
| Ano  | Chassis | Motor            | Pneus | N° | Pilotos            | 1   | 2   | 3   | 4   | 5   | 6   | 7   | 8   | 9   | 10  | 11  | 12  | 13  | 14  | 15  | 16  | 17  | 18  | Pontos | Posição |  |
| ---- | ------- | ---------------- | ----- | -- | ------------------ | --- | --- | --- | --- | --- | --- | --- | --- | --- | --- | --- | --- | --- | --- | --- | --- | --- | --- | ------ | ------- |  |
|      |         |                  |       |    |                    |     |     |     |     |     |     |     |     |     |     |     |     |     |     |     |     |     |     |        |         |  |
|      |         |                  |       |    |                    | AUS | MAL | BHR | SMR | ESP | MON | EUR | CAN | USA | FRA | GBR | GER | HUN | BEL | ITA | CHN | JPN | BRA |        |         |  |
| 2004 | R24     | Renault RS24 V10 | M     | 7  | Jarno Trulli       | 7   | 5   | 4   | 5   | 3   | 1   | 4   | Ret | 4   | 4   | Ret | 11  | Ret | 9   | 10  |     |     |     | 105    | 3°      |  |
| 2004 | R24     | Renault RS24 V10 | M     | 7  | Jacques Villeneuve |     |     |     |     |     |     |     |     |     |     |     |     |     |     |     | 11  | 10  | 10  | 105    | 3°      |  |
| 2004 | R24     | Renault RS24 V10 | M     | 8  | Fernando Alonso    | 3   | 7   | 6   | 4   | 4   | Ret | 5   | Ret | Ret | 2   | 10  | 3   | 3   | Ret | Ret | 4   | 5   | 4   | 105    | 3°      |  |